# Левассёр, Розали
Мари-Клод-Жозеф Левассёр, известная как Розали Левассёр, также Ле Вассёр (фр. Marie-Claude-Josèphe Levasseur; 8 октября 1749, Валансьен, Франция — 6 мая 1826, Нойвид, Германия) — французская оперная певица (сопрано).

## Биография
Мари-Клод-Жозеф Левассёр родилась в 1749 году в Валансьене. Её дебют в Парижской опере, под именем Розали, состоялся в 1766 году в роли Заиды в «Галантной Европе» Кампра. В 1770 году Розали Левассёр стала любовницей графа Флоримона де Мерси-Аржанто, от которого родила сына.
Долгое время Левассёр получала лишь второстепенные роли. В 1774 году она исполнила партию Амура в «Орфее и Эвридике» Глюка. В 1776 году она получила партию Альцесты в одноимённой опере Глюка вместо Софи Арну. Со временем певица стала близким другом и любимой исполнительницей композитора. В числе прочего она исполнила в операх Глюка роли Эвридики, Ифигении и Армиды. Кроме того, в 1782 году она с триумфом выступила в роли Электры в одноимённой опере Лемуана, а также пела в операх Филидора, Пиччинни, Муре, Детуша, Мондонвиля, Рамо и пр.
Своим успехом Розали Левассёр была обязана не столько красоте голоса, сколько хорошей вокальной технике и выдающемуся актёрскому мастерству. В середине 1780-х годов певица всё реже появлялась на сцене и окончательно завершила свою карьеру в 1785 году. Розали Левассёр умерла в 1826 году в Нойвиде (Германия).